# 주세페 키아라
주세페 키아라(Giuseppe Chiara, 1602년 ~ 1685년 8월 24일)는 17세기 일본에서 활동했던 이탈리아 출신의 예수회 선교사이다. 일본에선 오카모토 산에몬(岡本三右衛門)으로 불린다.
키아라는 시칠리아 왕국 팔레르모에서 태어났다. 시마바라의 난이 벌어진 후, 그는 오시마 섬에 도착했고 이후인 1643년 5월 지쿠젠국에서 체포되었다. 1685년 8월 24일 에도에서 83세의 나이로 사망했다. 그는 엔도 슈사쿠의 소설 《침묵》에서 주인공인 세바스티앙 호드리게스의 역사적 모델이 되었다.

## 약력
1602년 시칠리아 왕국의 팔레르모 현 치우자 스플라파니(Chiusa Sclafani)에서 태어났다.
당시 일본의 에도 막부는 이른바 「쇄국령」(鎖国令, 포르투갈 상선의 추방 및 네덜란드인의 데지마 이주)를 포고한 직후였고, 기리시탄 금교령(キリシタン禁教令)으로 인해 그리스도교는 엄중한 탄압하에 있었다. 간에이(寛永) 10년(1633년) 포르투갈 사람인 예수회 사제 크리스토방 페레이라가 나가사키(長崎)에서 체포되어, 이른바 구멍 매달기(穴吊り)라는 이름의 고문을 받고 사흘 뒤에 자신의 종교를 등진 최초의 선교사(바테렌)가 되었다.
이 소식을 알게 된 주세페 키아라를 포함한 10명의 예수회 선교사가 일본으로 향했다. 일행은 마닐라를 거쳐서 간에이 20년(1643년) 6월 27일에 지쿠젠국(筑前国)에 상륙하였으나, 곧 체포되어 나가사키로 압송되었고, 8월 27일에 에도로 이송되었다.
종문개봉행(宗門改奉行)을 맡고 있던, 과거 기리시탄이었으나 이후 종교를 등진 이노우에 마사시게(井上政重)의 저택으로 넘겨져서 전의(詮議)가 행해졌고, 이 전의에서 당시 사와노 주안(沢野忠庵)이라는 이름으로 막부에 협력하고 있던 페레이라 자신도 전의에 협력하였다. 또한 대로(大老) 사카이 다다카쓰(酒井忠勝) ・ 노중(老中) 호리타 마사모리(堀田正盛) 등의 저택에서도 취조가 이루어졌고, 이 무렵 쇼군(将軍) 도쿠가와 이에미쓰(徳川家光)도 직접 심문에 나섰다고 한다. 주세페 키아라는 페레이라와 같은 구멍 매달기 고문을 당하고 사흘 뒤에 종교를 등졌으며 그 뒤 신앙으로 돌아가려고 했지만 허락되지 않았다.
쇼호(正保) 3년(1646년) 고이시카와(小石川)의 기리시탄 저택(切支丹屋敷)으로 옮겨져, 함께 입국을 기도했던 동료들과 함께 그곳에 수용되었다. 그리고 막부의 명으로 오카모토 산에몬(岡本三右衛門)이라는 앞서 기리시탄으로써 순교한 하급 무사의 후처를 아내로 맞아 그대로 오카모토 산에몬이라는 이름을 사용하게 된다. 막부로부터는 십인부지(十人扶持)를 받았으나, 기리시탄 저택에서 나가는 것은 허락되지 않았다. 그 뒤에도 종종 기리시탄 및 선교사에 대한 정보를 막부에 제출하였으며, 종문개방(宗門改方)의 업무도 행하였다.
만년인 엔포(延宝) 2년(1674년) 관리로부터 그리스도교의 교의에 대해 쓸 것을 요구받아 『천주교대의』(天主教大意) 3권을 집필하였다. 후에 죠반니 시도티 심문을 맡은 아라이 하쿠세키(新井白石)가 이를 연구하여 하쿠세키는 시도티에 대한 심문에 기초해 『서양기문』(西洋紀聞)을 저술하였다. 또한 쥬세페 키아라는 절의 단가(檀家)가 되게 해 줄 것을 요구하였으나 이 또한 거부당하였다.
기리시탄 저택에 유폐된지 43년 뒤인 조쿄(貞享) 2년(1685년) 7월 25일에 병사하였다. 그의 유해는 불교식으로 다비되었으며(당시의 그리스도교는 화장을 금기시하고 있었다) 기리시탄 저택에서 가까운 고이시카와 무료인(小石川無量院)에 묻혔다. 그의 묘비에는 「입전정진신사영위 조쿄 2 을묘년 7월 25일」(入専浄真信士霊位、貞享二乙丑年七月廿五日)라고 새겨졌다. 묘비의 머릿돌이 사제들이 쓰는 모자와 닮은 특이한 형태를 하고 있으며 계명인 「입전」(入専)은 「쥬센」(ジュセン)으로 읽어서 그의 이름 「주세페」로부터 따온 것이라고 전하고 있다.

## 묘비
주세페 키아라의 묘비는 고이시카와 무료인에 있었으나, 1908년(메이지 41년) 도쿄 시(東京市)의 도시구획정비로 무료인의 묘지가 축소되면서 이듬해인 1909년(메이지 42년) 6월 29일에 조시가야 레이엔(雑司ヶ谷霊園)으로 옮겨졌다.
무료인은 그 뒤인 1959년 4월에 다이토 구(台東区) 야나카(谷中)의 고토쿠린지(功徳林寺)와 합병되어 폐사되었다. 또한 무료인과 인접해 있던 고이시카와 센토인(小石川伝通院)에는 「조세프 오카모토 산에몬」(ジョセフ岡本三衛門)이라는 이름으로 공양비가 세워져 있다.
1940년(쇼와 15년) 살레시오 수도회 사제 클로도베오 타시나리(Clodoveo Tassinari)가 기리시탄 연구 와중에 기리시탄 저택에 대한 조사를 행하였고 주세페 키아라의 묘비가 무료인에 있지 않다는 것을 알았다. 타시나리는 주세페 키아라의 묘소를 관리하고 있던 개인에게 묘비의 기증을 의뢰하여 승락을 받았으며 1943년(쇼와 18년) 6월 3일, 타시나리와 살레시오 수도회 신학생들이 묘비를 리어카로 옮겨서 당시 네리마구(練馬区)에 있던 살레시오 수도회의 신학교 네리마 살레시오 신학원으로 옮겼다. 그 뒤인 1950년에 살레시오 신학원이 네리마구에서 조후시(調布市)로 이전되면서 묘비도 다시금 이설되어 오늘날에는 가톨릭 조후 교회(도쿄 대사교구)에 가까운 조후 살레시오 신학원 경내의 가에타노 콤프리(Gaetano Compri) 사제가 관장으로 있는 시마티 자료관(조후시 후지미 정富士見町 3-21-12）앞에 안치되어 있다.
2016년 1월 29일자로 주세페 키아라의 묘비는 조후시의 유형문화재(역사자료)로 지정되었다. 기리시탄 사정이 같은 시의 지정문화재가 된것은 최초였다. 완전함에 가까운 상태로 보존되어 있는 묘비는 일본 전국적으로도 드문 것이며, 조후시의 문화재 지정서에는 「본 비석은 쇄국 금교 정책에 대한 우리나라의 중요한 역사와, 그에 관한 인물의 유품으로써 학술적 가치가 높고, 또한, 기리시탄 묘비 연구상으로도 희소한 사례로써 중요하다」(本墓碑は、鎖国禁教政策という我が国の重要な歴史と、それに関わる人物の遺品として学術的価値が高く、また、キリシタン墓碑研究の上でも希少な事例として重要である)라고 문화재 선정 이유가 서술되어 있다.

## 같이 보기
- 크리스토방 페레이라